# Zweistreifiger Mondfleckspanner

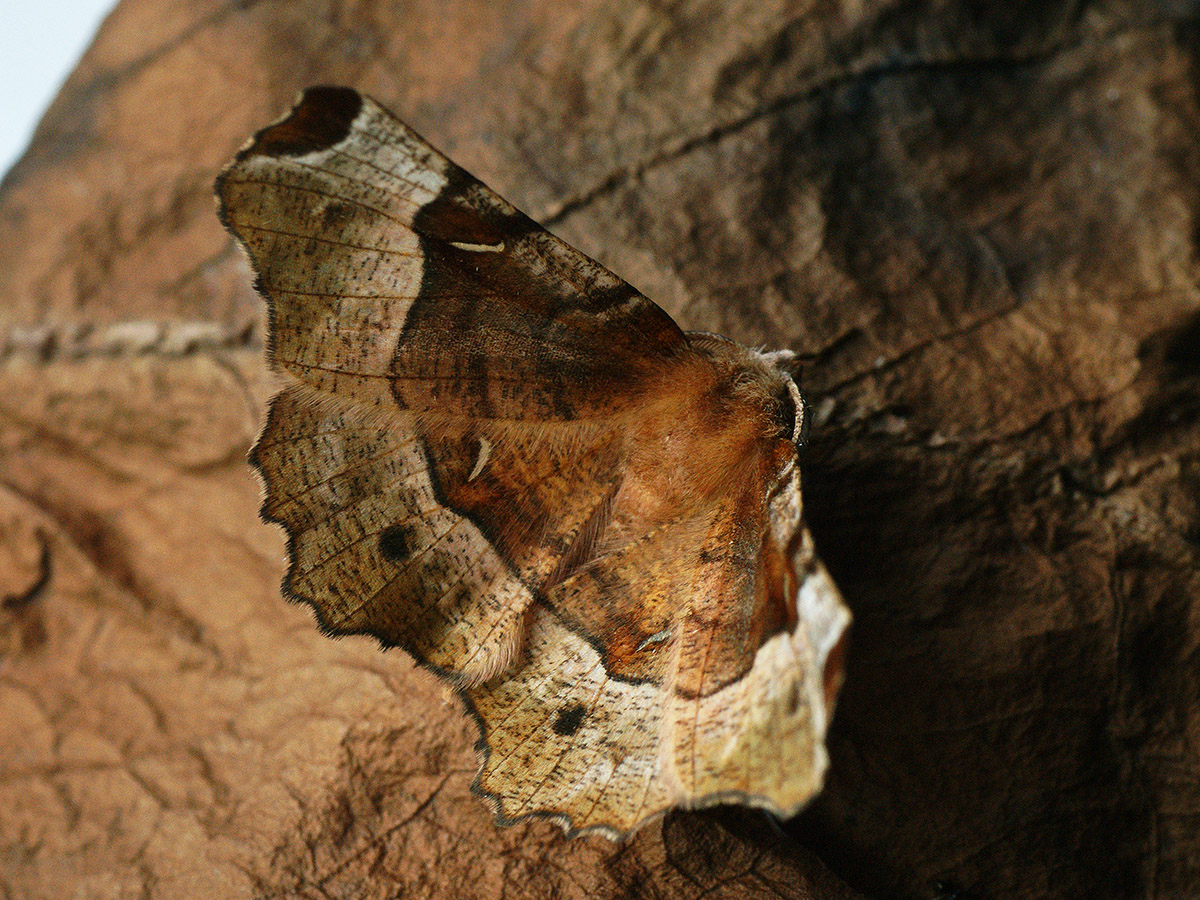
Violettbrauner Mondfleckspanner
(zum Vergleich)

Der Zweistreifige Mondfleckspanner (Selenia lunularia) ist ein Schmetterling (Nachtfalter) aus der Familie der Spanner (Geometridae). In der Literatur ist die Art zuweilen als Selenia lunaria zu finden.

## Merkmale

### Falter
Die Falter erreichen eine Flügelspannweite von 34 bis 43 Millimetern bei den Männchen und von 36 bis 44 Millimetern bei den Weibchen. Die Grundfarbe der Flügel variiert von hellgelb über hellbraun bis zu violett braun. In der von zwei dunkelbraunen Querlinien eingefassten Diskalregion hebt sich ein halbmondförmiger Glasfleck ab. Vom Vorderrand erstreckt sich ein dunkler Mittelschatten, der den Innenrand jedoch zuweilen nicht erreicht. An der leicht eingezogenen Apexregion befindet sich ein großer rotbrauner Mondfleck. Auf der Hinterflügeloberseite hebt sich ein weiterer halbmondförmiger Glasfleck ab. Die Flügelränder sind unregelmäßig gezackt, am Saum der Hinterflügel deutlich konkav eingezogen. Die Zeichnung der Vorderflügel scheint in ähnlicher Form auf die Unterseiten hindurch. Die Fühler der Männchen sind kräftig doppelkammzähnig, die der Weibchen kurz doppelt gesägt.

### Raupe
Die Raupen sind rindenbraun gefärbt. Sie sind auf dem fünften, achten und neunten Segment mit Höckern und Vorsprüngen versehen,  was ihnen das Aussehen eines kleinen Zweiges mit Knospen verleiht und eine hervorragende Tarnung darstellt.

### Ähnliche Arten
Der Violettbraune Mondfleckspanner (Selenia tetralunaria) unterscheidet sich bei einigen Formen durch die dunkle, violett braune Färbung. Hauptunterscheidungsmerkmal ist jedoch der parallel zum Vorderrand horizontal verlaufende Glasfleck auf den Vorderflügeln, der beim Zweistreifigen Mondfleckspanner vertikal und parallel zur äußeren Querlinie verläuft.

## Verbreitung und Lebensraum
Der Zweistreifige Mondfleckspanner ist in Europa bis zum Ural weit verbreitet, fehlt jedoch im Norden Fennoskandinaviens. In Marokko lebt die Unterart Selenia lunularia gamra, in Zentralchina Selenia lunularia kaldjana. Hauptlebensraum sind trockene Laubwälder, buschige Heiden und Parkanlagen. In den Alpen steigt die Art bis auf etwa 2100 Meter Höhe.

## Lebensweise
Die Falter sind überwiegend nachtaktiv und fliegen in zwei Generationen, schwerpunktmäßig in den Monaten April und Mai sowie Juli und August. Gelegentliche Überschneidungen sind möglich. Sie erscheinen nachts an künstlichen Lichtquellen. Die Raupen ernähren sich von den Blättern verschiedener Laubhölzer, beispielsweise von Linden (Tilia), Ulmen (Ulmus), Eichen (Quercus ), Eschen (Fraxinus), Weißdornen (Crataegus) und Schlehdorn (Prunus spinosa). Zu den Nahrungspflanzen zählt auch die Heidelbeere (Vaccinium myrtillus). Die zweite Generation überwintert im Puppenstadium.